# راوی شانکار
راوی شانکار (۷ آوریل ۱۹۲۰–۱۱ دسامبر ۲۰۱۲) آهنگ‌ساز و نوازنده هندی سیتار بود. همکاری او با ویولونیست بزرگ معاصر یهودی منوهین و با فیلم‌ساز مشهور هندی ساتیاجیت ری و نیز با گروه بیتل‌ها و جرج هریسون به شهرت او افزود. او پدر انوشکا شانکار نوازنده سیتار و نورا جونز خواننده و نوازندهٔ جز مدرن و برنده جایزه گرمی بود.
راوی شانکار در طول دوران فعالیت هنری خودش برنده چندین جایزه گرمی شد.
مانموهان سینگ نخست وزیر هند راوی شانکار را یک «گنجینه ملی» توصیف کرده‌است.

شانکار پیش از انقلاب توسط فرح پهلوی، برای اجرای برنامه در جشن هنر شیراز به ایران دعوت شد.

## مرگ
راوی شانکار روز سه شنبه ۱۱ دسامبر ۲۰۱۲ در سن ۹۲ سالگی درگذشت. در بیانیه‌ای که روی وب سایت وی منتشر شده گفته می‌شود که وی در خانه خود در حوالی شهر سن دیه گو در ایالت کالیفرنیا درگذشته و در آن لحظات همسر و جوانترین دخترش در کنار وی بوده‌اند. در توضیحات بعدی گفته شده‌است که وی از مشکلات تنفسی و بیماری قلبی رنج می‌برد و چندی پیش عمل جراحی دریچه قلب روی او انجام شده بود.